# Kwayangan
Kwayangan is een bestuurslaag in het regentschap Pekalongan van de provincie Midden-Java, Indonesië. Kwayangan telt 3336 inwoners (volkstelling 2010).